# Эрнст Готтлоб Мекленбург-Стрелицкий
Эрнст Готтлоб Альберт Мекленбург-Стрелицкий (нем. Ernst Gottlob Albrecht Mecklenburg-Strelitz; 27 августа 1742, Миров — 27 января 1814, Нойштрелиц) — член Мекленбургского дома, младший сын Карла Мекленбург-Стрелицкого, старший брат королевы Великобритании Шарлотты, вышедшей замуж за короля Георга III. Последовал за сестрой в Великобританию, где пытался добиться заключения брака с наследницей огромного состояния Мери Элеонорой Бауэс.

## Биография
Эрнст Готтлоб Альберт стал седьмым ребёнком и третьим сыном герцога Карла Мекленбург-Стрелицкого и его супруги Елизаветы Альбертины Саксен-Гильдбуггаузенской. Младшая сестра Эрнста герцогиня Шарлотта в 1761 году вышла замуж за короля Великобритании Георга III и уехала жить в Великобританию куда за ней последовал и старший брат.
По записям писательницы Сары Скотт Эрнст был «очень красивым человеком с приятным лицом». В марте 1762 года, согласно записям Скотт, Эрнст был страстно влюблен в Мери Элеонору Бауэс, одну из богатейших наследниц Англии и всей Европы. Король Георг III запретил своему зятю вступать в брак с особой не королевской крови. Шарлотта Папендейк, старшая фрейлина королевы Шарлотты писала много лет спустя, что «если бы Эрнст заключил брак, это могло бы нарушить гармонию, которая царила в доме Мекленбург-Стрелицком».

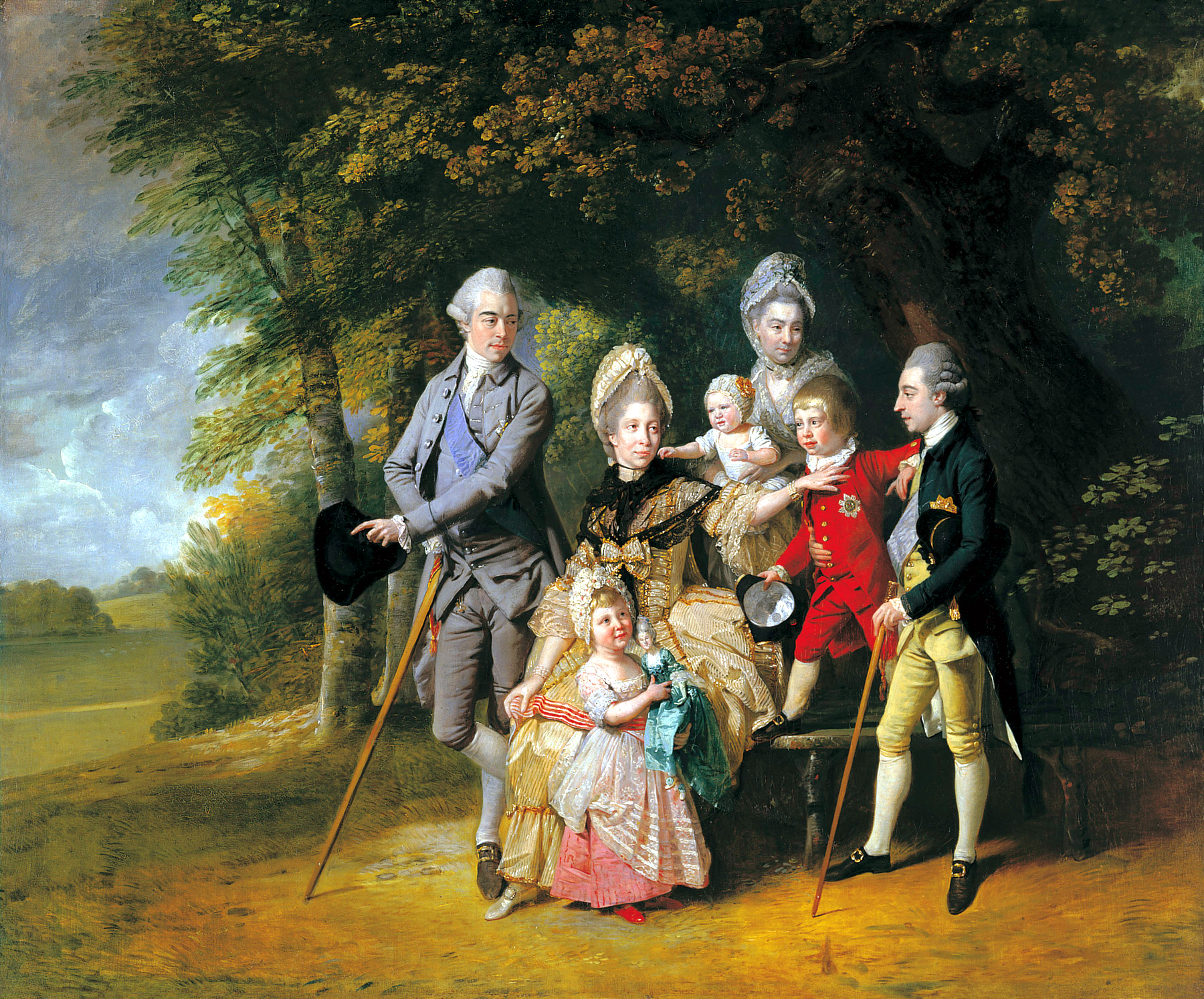
Эрнст (слева) вместе с братом Карлом, сестрой Шарлоттой и её тремя детьми на портрете кисти Иоганна Цоффани, ок. 1771-72.

В конце 1768 году в Букингемском дворце Эрнесту, вместе с его племянником принцем Вильгельмом (будущий король Вильгельм IV), была сделана прививка от оспы. Герцог Эрнст служил наставником другого своего племянника принца Эрнста Августа, будущего короля Ганновера. Брат и сестра, жившие в Великобритании, хорошо общались с их немецкими родственниками. Благодаря вмешательству королевы Шарлотты, её братья, Эрнст и Карл, быстро продвигались по военной службе в рядах ганноверской армии, главой которых был король Георг III. Эрнст был позже назначен губернатором города Целле. Там герцог находился подле сестры Георга III Каролины Матильды, которая была сослана в этот город после развода с королём Дании Кристианом VII.
В 1782 году Эрнст пытался жениться на одной из принцесс Гольштейн-Готторпского дома, с целью погасить свои долги. Король и королева Великобритании отказались в финансовой поддержке своему родственнику. Эрнст никогда не был женат. Умер в 1814 году возрасте 71 года. Похоронен в городе Мирове в усыпальнице Мекленбургского дома.
Был кавалером ордена Белого орла, ордена Слона и ордена Чёрного орла.